# Матросская тишина (следственный изолятор)
«Матро́сская тишина́» — неофициальное название следственного изолятора № 1 Управления Федеральной службы исполнения наказаний (ФСИН России) по г. Москве, расположенного на улице Матросская Тишина.
Полное официальное наименование учреждения — Федеральное казённое учреждение «Следственный изолятор № 1 Управления Федеральной службы исполнения наказаний по г. Москве» (сокращённо — ФКУ «СИЗО-1 УФСИН России по г. Москве»).
Начальник ФКУ «СИЗО-1 УФСИН России по г. Москве» (по состоянию на 6 октября 2022 года) — Бобрышев Сергей Александрович, подполковник внутренней службы.
Также на территории изолятора находится специализированное учреждение центрального подчинения — Федеральное казённое учреждение «Следственный изолятор № 1 Федеральной службы исполнения наказаний» («Кремлёвский централ», сокращённо — ФКУ «СИЗО-1 ФСИН России»). Прежние названия — «Учреждение ИЗ-48/4», «Учреждение ИЗ-99/1», ФГУ «ИЗ-99/1 ФСИН России», ФБУ «СИЗО-1 ФСИН России».
По состоянию на ноябрь 2018 года в следственном изоляторе «Матросская тишина» содержалось около 1700 человек, здесь же располагалась больница для лечения подозреваемых, обвиняемых и осуждённых с терапевтическим, хирургическим, туберкулёзным и инфекционным отделениями.

## Параметры
Следственный изолятор состоит из семи корпусов для содержания заключённых:
- 1 корпус — общий;

- 2 корпус — большой спецблок;

- 3 корпус — туберкулёзный блок;

- 4 корпус — малый спецблок;

- 5 корпус — барак для проживания хозяйственного отряда;

- 6 корпус — спецблок;

- 7 корпус — больница.

Кроме того, на территории СИЗО расположен административный корпус, фабрика, склад магазина.

## История
На нынешнем месте расположения следственного изолятора в 1775 году был основан смирительный дом для «предерзостных», который находился в ведении Общества призрения.
В 1870 году смирительный дом был переименован в «Московскую исправительную тюрьму» на 300 мужчин и 150 женщин. В 1912 году по проекту архитектора Б. А. Альберти были возведены тюремные здания.
В 1918 году на базе тюрьмы был создан «Реформаторий» для несовершеннолетних, затем — «Кожевническая исправительная колония»; с 1946 по 1956 годы здание наименовалось «Тюрьма № 14 Управления МВД по Московской области»; с 1956 года — «СИЗО № 1 ГУВД г. Москвы».
Первоначально здание тюрьмы имело два режимных корпуса, вмещавших более 2 000 заключённых. В 1949 году число режимных корпусов увеличилось до трёх. В 1949—53 годах в 3-м корпусе размещалась спецтюрьма, где содержались нацистские преступники, а также заключённые, работавшие в Особом техническом бюро МВД СССР. В 1953—97 годах в этом корпусе содержались несовершеннолетние, с 1999 года — туберкулёзное отделение.
С 1997 года СИЗО № 1 подчинялся Главному управлению исполнения наказаний (ГУИН) Министерства юстиции РФ. На тот момент в нём содержались до 5000 заключённых, находящихся под следствием или ожидающих вступления приговора в законную силу.
Тюрьма была преобразована из детской воспитательной колонии в 1945 году. Начало функционирования в полном объёме — 1946 год.
С конца XIX века на территории современного следственного изолятора № 1 «Матросская тишина» действовал храм, но был разрушен большевиками. 16 ноября 2018 года Патриарх Московский и всея Руси Кирилл освятил закладной камень в основании нового храма на этом месте. Храм будет освящён в честь иконы Божией Матери «Всех скорбящих радость». Предстоятель Русской православной церкви (РПЦ) также поручил главе Синодального отдела по тюремному служению РПЦ епископу Иринарху подготовить предложения по развитию деятельности церкви в тюрьме.

«Исправительная система имеет целью прежде всего исправить человека. Просто ограничение свободы, пониженный рацион питания, ограниченная возможность вдыхать свежий воздух не всегда способны исправить человека. Эти внешние факторы воздействия на человеческую психику, на человеческую природу не всегда могут разрешиться благополучным исходом, в том смысле, чтобы человек действительно под влиянием этих трудных обстоятельств жизни исправился. Глубоко убеждён в том, что нет другой возможности исправить человека, преступника, в первую очередь не исправляя его душу».— Кирилл, Патриарх Московский и всея Руси. 16 ноября 2018 года.
В 1985 году на территории изолятора был создан СИЗО «ИЗ-48/4» («Кремлёвский централ»), первоначально для содержания обвиняемых по «Узбекскому делу». Было нужно, чтобы в СИЗО высокопоставленные арестанты содержались в нормальных условиях. В 1994 году он был переведён на территорию СИЗО «Лефортово», но в 1997 году был возвращён обратно.

## Побеги
- 5 июля 1995 года член Курганской ОПГ Александр Солоник сбежал из изолятора вместе с надзирателем Сергеем Меньшиковым. По официальной версии, побег обеспечивал исключительно Меньшиков, однако рассматриваются версии причастности и других сотрудников изолятора к побегу[5].
- 13 марта 2003 года Алексей Дюльгер, осуждённый на 2,5 года за мелкое воровство (кража курицы из магазина и пачки котлет и пельменей из грузовика) сбежал из тюрьмы: Дюльгер работал уборщиком служебных помещений в хозблоке[6]. Как выяснилось, Дюльгер спрятался в контейнере мусоровоза, решив сбежать из-за страха расправы со стороны сокамерников, которым проиграл в карты крупную сумму денег[7].
- 2 мая 2004 года наркозависимый гражданин Украины Сергей (по другим данным, Александр)[7] Ершов совершил побег из изолятора, разобрав кирпичную кладку и преодолев забор (получив при этом многочисленные резаные ранения тела и ушибы). Однако, так как он был задержан менее чем за 24 часа с момента совершения побега, побег был признан только попыткой его совершения[8].
- 7 мая 2013 года уроженец города Сочи Олег Топалов, обвиняемый в краже и двойном убийстве, с помощью неназванного сотрудника СИЗО покинул камеру, выбрался на крышу режимного корпуса, после чего с помощью купленного у охранника альпинистского снаряжения, переодевшись в гражданскую одежду, покинул территорию. Сразу же был объявлен розыск беглеца, и через сутки, 8 мая, Топалов был задержан в Измайловском парке столицы. Впоследствии Топалов был оправдан и отпущен на свободу[9], а потом арестован снова, в частности, по обвинению в побеге[10].

## Известные заключённые
На протяжении своего существования в «Матросской тишине» содержались многие известные личности, в частности:
- участники ГКЧП Дмитрий Язов и Геннадий Янаев;
- военный Юрий Буданов;
- Владимир Кумарин[3];
- Алексей Улюкаев[3];
- Александр Хорошавин[3];
- криминальный авторитет и вор в законе Вячеслав Иваньков (прозвище «Япончик»);
- бывший глава компании «ЮКОС» Михаил Ходорковский[7];
- бывший председатель совета директоров Group MENATEP Платон Лебедев[7];
- террорист Олег Костарев;
- националист Общественный деятель  Степанов Семен
- аудитор Сергей Магнитский. Умер в ней 16 ноября 2009 года;
- основатель финансовой пирамиды «МММ» Сергей Мавроди;
- киллер Александр Солоник[7];
- общественный деятель неонацистского толка Максим Марцинкевич (Тесак)[11];
- политик Алексей Навальный и его адвокаты;
- девелопер (как он сам себя называет) Сергей Полонский[12].